# John-Henry Krueger
John-Henry Krueger (Pittsburgh, 27 marzo 1995) è un pattinatore di short track statunitense naturalizzato ungherese, vincitore della medaglia d'argento nei 1.000 metri ai Giochi olimpici invernali di Pyeongchang 2018 e il bronzo nella staffetta 2000 m mista a Pechino 2022.

## Biografia
Il padre è allenatore di pattinaggio artistico. Suo fratello più grande, Cole Krueger, ha gareggiato a livello internazionale per gli Stati Uniti d'America nello short track, ma come lui è passato a rappresentare l'Ungheria.
Ha iniziato a pattinare nel 2000 nel Pittsburgh Speedskating Club in Pennsylvania. Ha rappresentato gli Stati Uniti ai Giochi olimpici invernali di Pyeongchang 2018 vincendo la medaglia d'argento nei 1000 metri. In occasione delle olimpiadi ha annunciato di voler gareggiare per l'Ungheria, affermando che il comitato olimpico statunitense non gli avrebbe dato adeguato sostegno economico.
Ha ottenuto la cittadinanza ungherese nel 2018 e ha iniziato a concorrere per la nazionale magiara nel 2020.
Per l'Ungheria ha vinto l'argento agli europei di Danzica 2021 nei 1500 metri, terminando alle spalle di Semën Elistratov.
Ai mondiali di Dordrecht 2021 ha guadagnato la medaglia d'argento nella staffetta 5000 metri con Csaba Burján, Shaoang Liu, Shaolin Sándor Liu e Alex Varnyú.
Ai Giochi olimpici di Pechino 2022, dove ha vinto la medaglia di bronzo nella staffetta 2000 m mista, assieme a Zsófia Kónya, Petra Jászapáti, Shaolin Sándor Liu e Shaoang Liu.

## Palmarès

### Per gli Stati Uniti d'America
- Olimpiadi

Pyeongchang 2018: argento nei 1000 m;

### Per l'Ungheria
- Olimpiadi

Pechino 2022: bronzo nella staffetta 2000 m mista;
- Mondiali

Dordrecht 2021: argento nella staffetta 5000 m;
- Europei

Danzica 2021: argento nei 1500 m;